# 何塞·阿尔卡萨
何塞·阿尔卡萨（西班牙語：José Alcázar，1957年4月10日—），生于马德里，西班牙男子水球运动员。他曾代表西班牙国家队参加1980年夏季奥林匹克运动会水球比赛，获得第4名。